# Infinite Now
Infinite Now ist eine Oper in sechs Akten von Chaya Czernowin, die zusammen mit Luk Perceval auch das Libretto nach Texten von Erich Maria Remarque, Can Xue und Soldatenbriefen des Ersten Weltkriegs zusammenstellte. Die Uraufführung fand am 18. April 2017 durch die Vlaamse Opera in Gent statt.

## Handlung
Dieses Werk besitzt keine fortschreitende Handlung im herkömmlichen Sinn. Auch die benannten Charaktere sind nicht als solche erkennbar. Luk Perceval, Librettist und Regisseur der Uraufführungsproduktion, bezeichnete es als „eine Art Pandämonium von Klängen, Stimmen, Fragmenten der Stille“.
Der Text von Can Xue zeigt eine Frau, die auf einer Reise ein Haus betritt, das sie nicht wieder verlassen kann, da es sich unerwarteterweise am Rand eines Abgrunds befindet. Dort erhält sie nur wenig Trost von einem offenbar in diesem Haus lebenden alten Mann. Einen ähnlichen Stillstand schildern die Berichte aus den Schützengräben des Ersten Weltkriegs. Die Komponistin erläuterte ihre Intentionen folgendermaßen:

„Das langsame Verschmelzen zweier scheinbar nicht miteinander verbundener Welten legt nahe, dass man, um zu überleben, den Willen finden muss, weiterzumachen und Hoffnung im einfachsten Element des Lebens zu finden, im Atmen. In diesem Sinne geht es in der Oper nicht nur um das „nach Hause kommen“ oder um den I. Weltkrieg. Sie handelt von unserer Existenz im Hier und Jetzt. Wie wir überleben, wie wir zum Überleben bestimmt sind und wie selbst der kleinste Funken Lebenskraft unser Überleben und damit vielleicht Hoffnung ermöglicht.“

## Gestaltung

### Musik
Titus Engel, der Dirigent der Uraufführung, übersetzte den Titel mit den Worten „unendliches Jetzt“, der „Ausweitung von Momenten ins Unendliche“, und verglich die Musik mit einem Mikroskop oder Teleskop, mit dessen Hilfe die versteckten Dimensionen der kleinsten Einzelheiten erkennbar werden.
Obwohl das Werk als „Oper“ angekündigt wurde, kann man an dieser Zuordnung zweifeln. Es enthält weder Arien noch Chorszenen. Nur an einer Stelle aus Homecoming gibt es „intensivere Gesangslineatur“.
Den beiden zugrundeliegenden Texten ist jeweils eine spezielle Besetzung zugeordnet. Homecoming singen eine Sopranistin, eine Altistin und ein Bass als „verschwommene unisono Meta-Stimme“ („blurred unison meta-voice“), zu der noch eine vorab aufgenommene Stimme (Weiwei Xu) kommt. In Percevals Front gibt es ebenfalls drei Sänger, eine Mezzosopranistin, einen Countertenor und einen Bariton, sowie sechs Schauspieler, die insgesamt sieben Rollen spielen. Auch hier sind die Gesangsstimmen zu einer „Meta-Stimme“ verbunden, verändern aber während des langsamen Unisono-Gesangs individuell ihre Klangfarbe. Einzelne Wörter oder Sätze werden stimmlich hervorgehoben.
Die sechs Akte sind jeweils durch zwölf Sekunden lange Pausen in Stille und Dunkelheit voneinander getrennt. Eine längere Pause ist nach dem dritten Akt denkbar. Bei der Uraufführungsproduktion wurde allerdings darauf verzichtet. Ein kaum wahrnehmbarer synthetischer Klang unterbindet häufig die komplette Stille.
Die metallischen Geräusche eines Eisentores leiten jeden Akt ein. Die folgende Musik ist in „Blöcke“ mit jeweils eigener „Balance von Klang und Stille, Energie und Statik“ unterteilt: „eine Phase der Ruhe, Alltagsgeräusche – etwa Stimmengewirr, Fetzen aus dem Radio, das Stampfen eines Zuges –, kantige, manchmal schroffe Einwürfe des Orchesters“ (Titus Engel). Die Klänge entwickeln sich äußerst langsam ohne erkennbare Übergänge. Eine große Bedeutung haben Atemgeräusche. Das klangliche Fundament erzeugen die elektronischen Einspielungen, darunter viele Aufnahmen von Wasser oder Luft, die der Komponistin zufolge „die Tatsache unterstreichen, dass wir das Glück haben, lebendig zu sein“ („underlining the fact that we’re so lucky to be alive“). Weitere Bestandteile sind Vogelgezwitscher, Kuhglocken oder das Zirpen von Grillen sowie der originale chinesische Text von Homecoming.

### Orchester
Die Orchesterbesetzung der Oper umfasst die folgenden Instrumente:
- Holzbläser: drei Flöten (3. auch Piccolo), drei Oboen (3. auch Englischhorn), drei Klarinetten (3. auch Bassklarinette), drei Fagotte (3. auch Kontrafagott)
- Blechbläser: vier Hörner, drei Trompeten, drei Posaunen, Tuba
- Schlagzeug (drei Spieler)
  - I: Pauken, Crotales, Gong, Kuhglocke, hängendes Becken, Hi-Hat, Tamtam, zwei kleine Trommeln, Schlitztrommel, große Trommel, Holzblock, Tempelblock, Donnerblech, zwei Silver Shaker, zwei Radios
  - II: Pauken, Crotales, zwei Gongs, Kuhglocke, hängendes Becken, Hi-hat, drei kleine Trommeln, zwei Schlitztrommeln, große Trommel, Tempelblock, Donnerblech, zwei Silver Shaker, zwei Radios
  - III: Pauken, Crotales, zwei Gongs, Kuhglocke, hängendes Becken, Hi-hat, zwei kleine Trommeln, Schlitztrommel, große Trommel, Tempelblock, Donnerblech, zwei Silver Shaker, zwei Radios
- Streicher
- Elektronik

Solistisch spielen außerdem eine Gitarre (verstärkt), eine E-Gitarre und zwei Violoncelli.

## Werkgeschichte
Chaya Czernowin komponierte Infinite Now in den Jahren 2015 und 2016 im Auftrag der Kunsthuis Opera Vlaanderen Ballet Vlaanderen und des Nationaltheaters Mannheim und mit Unterstützung der Ernst von Siemens Musikstiftung und des IRCAM Paris.
Das Libretto stellte der Regisseur Luk Perceval gemeinsam mit der Komponistin zusammen. Es basiert zum einen auf Percevals Theaterstück Front, das seinerseits Erich Maria Remarques Roman Im Westen nichts Neues verarbeitet. Eine zweite Hauptquelle ist zum anderen Can Xues Kurzgeschichte Homecoming. Außerdem wurden Soldatenbriefe aus dem Ersten Weltkrieg eingearbeitet. Das Libretto ist mehrsprachig und enthält Texte in deutscher, englischer, französischer, flämischer und chinesischer Sprache (letztere in den elektronischen Zuspielungen).
Die Uraufführung am 18. April 2017 in Gent dirigierte Titus Engel. Die Inszenierung stammte von Luk Perceval, die Bühne von Philip Bußmann, die Kostüme von Ilse Vandenbussche, das Lichtdesign von Mark Van Denesse und die Choreografie von Ted Stoffer (Choreografie). Als Schauspieler wirkten Rainer Süßmilch (Paul Bäumer), Benjamin-Lew Klon (Katczinsky), Didier De Neck (Luitenant De Wit und Van Outryve), Gilles Welinski (Kolonel Magots), Roy Aernouts (Soldaat Seghers) und Oana Solomon (Nurse Elisabeth) mit. Die Sänger waren Kai Rüütel (Mezzosopran), Terry Wey (Countertenor), Vincenzo Neri (Bariton), Karen Vourc’h (Sopran), Noa Frenkel (Alt) und David Salsbery Fry (Bass), die Instrumentalsolisten Nico Couck (Gitarre), Yaron Deutsch (E-Gitarre) sowie Christina Meissner und Séverine Ballon (Violoncello).
Außer in Gent wurde die Produktion ab dem 30. April 2017 auch in Antwerpen und ab dem 26. Mai 2017 in Mannheim gezeigt. Ein halbszenisches Gastspiel gab es am 14. Juni 2017 im Konzertsaal der Cité de la musique in Paris.
Die Aufführung wurde in der Kritikerumfrage der Zeitschrift Opernwelt zur „Uraufführung des Jahres“ der Spielzeit 2016/2017 gewählt. Das beim Verlag Schott Music herausgegebene Aufführungsmaterial erhielt den Musikeditionspreis „Best Edition 2019“. Auch der Rezensent der Deutschen Bühne bewertete Infinite Now im Nachtrag zu seiner Rezension ausdrücklich als „herausragendes Kunstwerk“. Er bedauerte allerdings die fehlende Zugänglichkeit des Werks. Dieses Problem sei durch die zweieinhalb Stunden lange pausenlose Aufführung und die verschiedenen Originalsprachen noch verstärkt worden. Bei der Premiere habe es einen „tröpfelnde[n] Exodus“ des Publikums gegeben.

## Aufnahmen
- 18. April 2017 – Titus Engel (Dirigent), Luk Perceval (Inszenierung), Philip Bußmann (Bühne), Ilse Vandenbussche (Kostüme), Mark Van Denesse (Licht), Ted Stoffer (Choreografie), Luc Joosten (Dramaturgie), Carlo Laurenzi (IRCAM Computer-Musikdesign), Sylvain Cadars (IRCAM Toningenieur), Carlo Laurenzi und Chaya Czernowin (Elektronik), Symfonisch Orkest Opera Ballet Vlaanderen
 Rainer Süßmilch (Paul Bäumer), Benjamin-Lew Klon (Katczinsky), Didier De Neck (Luitenant De Wit und Van Outryve), Gilles Welinski (Kolonel Magots), Roy Aernouts (Soldaat Seghers), Oana Solomon (Nurse Elisabeth), Kai Rüütel (Mezzosopran), Terry Wey (Countertenor), Vincenzo Neri (Bariton), Karen Vourc’h (Sopran), Noa Frenkel (Alt), David Salsbery Fry (Bass), Nico Couck (Gitarre), Yaron Deutsch (E-Gitarre), Christina Meissner und Séverine Ballon (Violoncello).
 Video; Mitschnitt der Uraufführung der Vlaamse Opera in Gent.
 Videostream bei Operavision.[2]